# Det svenska popundret
Det svenska popundret är en dokumentärserie som visades i Sveriges Television under 2019 i sex avsnitt. Serien kom från samma redaktion som Hitlåtens historia.

## Avsnitt
1. En magisk afton i april, om den 6 april 1974, då Blue Swede blir etta på USA-listan, och Abba vinner Eurovision Song Contest. Även tidig svensk schlager med Sylvia Wrethammar och Siw Malmkvist beskrivs.
2. Today Sweden, Tomorrow the World, om Roxette, countrymusik med Kikki Danielsson med flera.
3. Hitkrattan och Cheirongubben, om den svenska DJ- och mixscenen under 1990-talet. Denniz Pop, Dr Alban, Ace of Base, Kayo, E-Type med flera.
4. Generation Blockflöjt, om The Cardigans, The Wannadies, The Hives med flera.
5. Ett paradis för pirater, om Robyn, Basshunter, Avicii, Swedish House Mafia, The Pirate Bay, Spotify med flera.
6. Må bästa låt vinna, om Max Martin, Shellback, Ilya Salmanzadeh, Ludwig Göransson, Zara Larsson med flera.